# Arnold Schaack
Arnold Schaack, né le 20 mars 1912 à Mersch et mort le 4 mars 1991 au même lieu, est un coureur cycliste luxembourgeois.
Il commence sa carrière professionnelle en 1935, dans l'équipe cycliste luxembourgeoise Gillen Cycles (lb).

## Palmarès
- 1931
  - 2e du Grand Prix François-Faber
- 1932
  - 2e du championnat du Luxembourg de cyclo-cross
- 1934
  - 2e du Grand Prix François-Faber
- 1935
  - 2e du championnat du Luxembourg sur route indépendants